# 御城時代
御城時代（グスク時代），又稱城時代，是琉球群島歷史的一個時代，在奄美群島和沖繩群島歷史上位於「貝塚時代」之後，在宮古群島和八重山群島歷史上位於「先史時代」之後。御城時代因這一時代考古學發掘出不少代表性的御城而得名，之前的歷史學家把這一時代稱為按司時代。
御城時代開始於11世紀或12世紀左右，終止於15世紀前半葉琉球國誕生，另有終止於16世紀左右的說法。此時代琉球各地建立御城，按司之間互相征戰，農耕社會確立，石鍋和龜燒因交易而在從奄美到八重山的廣闊地域中傳播。